# Cenni di Francesco
Cenni di Francesco ou Cenni di Francesco di ser Cenni (Florence, ??  – v. 1415 env.) est un peintre et un miniaturiste italien du XIVe siècle qui est noté immatriculé  auprès de  l'Arte dei Medici e Speziali en 1369.

## Biographie
Peintre de style gothique florentin, Cenni di Francesco  fut influencé par le dénommé Maestro della Misericordia dell’Accademia et Giovanni del Biondo, dont il a été le collaborateur. Son style pictural a été alimenté par son expérience de la miniature et des principes de la peinture byzantine : fonds dorés, espaces sans profondeur, figures allongées, auréoles ornementées, ...
Peintre prolifique, nombreuses sont ses œuvres présentes à Florence et dans la campagne environnante, mais outre son inscription à la corporation des peintres de Florence et une seule œuvre datée et signée, peu d'informations sont disponibles sur sa vie. Ainsi sa peinture la plus ancienne signée est le triptyque de la  Madonna tra i santi Cristoforo e Margherita conservée à l'église San Cristoforo in Perticaia, sur la commune de Rignano sull'Arno qui contient l'inscription :
ANNO DOMINI MCCCLXX DIE X MENSIS JULII TEMPORE PRESBITERO PETRO RECTOR ISTIUS ECCLESIE HOMINES ET PERSONAS SOCIETATIS SANCTE MARIE DE SANCTO CRISTOFORO FECIT FIERI HOC OPUS, datant l'œuvre de 1370.

## Œuvres
- Madonna tra i santi Cristoforo e Margherita (1370), conservée à l'église San Cristoforo in Perticaia.
- Santa Lucia, santa Caterina di Alessandria et Santa e Sant'Onofrio, sant'Antonio e san Martino di Tours (1370 - 1375) deux parties d'un triptyque démembré et dispersé, Museo della collegiata di Sant'Andrea, Empoli
- l'Annunciazione, Chiesa di Santa Maria a Cortenuova, Empoli
- Crocifissione di Tugiano (1385 - 1390), Pieve di San Lazzaro a Lucardo, Certaldo.
- Pentecoste (1385-1390), tempera sur panneau de 175 cm × 78 cm, prédelle de la Dormitio Virginis (25 cm × 78 cm), Sala della Canonica della Pieve di San Martino, Sesto Fiorentino.
- Madonna col Bambino (1390-1395), initialement à l'église San Martino ad Argiano, Museo di San Casciano, San Casciano in Val di Pesa
- Musée d'Art sacré de Certaldo :
  - Crocifissione con i dolenti, santa Caterina di Alessandria e san Miniato (1385 - 1390), initialement à la  Pieve di San Lazzaro a Lucardo, puis à l'Oratorio di San Pietro a Tugiano (en 1917),
  - San Martino e santa Caterina di Alessandria (1405 - 1410), de l'église  San Martino a Maiano,
  - Madonna col Bambino.
- Madonna col Bambino tra santa Lucia e san Giusto (1400), initialement à l'église  San Giusto a Montalbino, Museo di arte sacra, Montespertoli.
- l'Annunciazione, Chiesa di Santo Stefano, Lucignano, Montespertoli
- Fresques, Chiesa di San Francesco, Castelfiorentino
- Madonna in trono col Bambino e angeli tra i santi Nicola e Jacopo  e Cristoforo e Antonio, grand polyptyque de 169 cm × 197 cm, initialement à Sant'Agostino, et maintenant à la  pinacothèque de  Volterra
- Storie della Croce (1410), Cappella della Croce di Giorno, adjacente à l'église San Francesco, Volterra (11 scènes directement inspirées de la Légende Dorée de Jacques de Voragine[1]).
- Vierge à l'Enfant, partie centrale d'un autel en bas-reliefs peints, terracotta invetriata de l'atelier des Della Robbia, église Santo Stefano in Pane, Florence
- Sposalizio mistico di Santa Caterina, couvent Saint-François, Fiesole.
- Fresques de la nef (1413), église San Lorenzo al Ponte, San Gimignano
- Adorazione dei Magi, église San Donato de Polverosa, Florence
- San Giovanni Battista, Oratorio di San Bartolomeo, Prato
- Couronnement de la Vierge et saints (années 1390), polyptyque, Getty Center

## Sources
- (it) Cet article est partiellement ou en totalité issu de l’article de Wikipédia en italien intitulé « Cenni di Francesco di ser Cenni » (voir la liste des auteurs).
- Monographie du Getty Center